# لیال س. سونگا
لیال س. سونگا (انگلیسی: Lyal S. Sunga؛ زادهٔ) فعال حقوق بشر و یک متخصص شناخته شده قانون بین‌المللی حقوق بشر، حقوق بین‌الملل بشردوستانه و قانون جنایی بین‌المللی است،

## تحصیلات
سونگا دارای لیسانس هنر از دانشگاه کارلتون، لیسانس حقوق از دانشکده حقوق هال آسگوود، کارشناسی ارشد حقوق در حقوق بین‌الملل و حقوق بشر خود را از دانشگاه اسکس و دکترای حقوق بین‌الملل را از انستیتو فارغ التحصیلان مطالعات بین‌المللی اخذ نمود. قبل از ورود به مؤسسه رائول والنبرگ، عضو هیئت علمی دانشگاه هنگ کنگ بود که در آن کلاس‌های حقوق را تدریس می‌کرد و در سمت استاد دوره فوق لیسانس حقوق بشر (۲۰۰۱–۲۰۰۵) خدمت کرد. وی دوره‌های دانشگاهی، سخنرانی، آموزش یا سخنرانی در کنفرانسها را تقریباً در ۵۵ کشور برگزار کرده است. تالیفات و نگارش سونگا در مجلات علمی متعدد منتشر شده است و وی دارای دو کتاب تأثیرگذار در حقوق جزا بین‌المللی است. دفتر کمیساریای عالی حقوق بشر سازمان ملل متحد، دیوان بین‌المللی کیفری رواندا، دیوان بین‌المللی کیفری، مؤسسه دستیار، انستیتوی فارغ التحصیلان مطالعات بین‌المللی و توسعه و مؤسسه جهانی عدالت لاهه و سایر دولتها.

## زندگی‌نامه
سونگا استاد میهمان مطالعات صلح و روابط بین‌الملل و سیاست‌های جهانی در دانشگاه آمریکایی رم و همچنین استاد میهمان در انیستیتوی حقوق بشر رائول والنبرگ حقوق بشردوستانه در دانشگاه لوند سوئد، همچنین استاد میهمان در دانشگاه‌های استارت‌مور در مدرسه حقوق نایروبی کنیا، دانشگاه آدیسابابا بوده است. سونگا جزو دانش‌آموخته مؤسسه مطالعات عالی توسعه‌ای و بین‌المللی بوده است و همچنین قانون جنایی بین‌الملل، حقوق بشر و تروریسم و ضدتروریسم را در دانشگاه جان کابوت رم، ایتالیا تدریس می‌کند. وی همچنین در زمینه نسل‌کشی رواندا گزارشی را در سال ۱۹۹۴ برای شورای امنیت سازمان ملل متحد تهیه کرد.
از سپتامبر تا دسامبر ۲۰۰۷ سونگا از مؤسسه رائول والنبرگ کناره‌گیری کرد تا به عنوان هماهنگ‌کننده ژنو در گروه کارشناسان شورای حقوق بشر سازمان ملل در مورد دارفور شاغل شود، که وظیفه‌اش ارزیابی دولت نسبت به عملکرد سودان و توصیه‌های سازمان ملل در مورد تخلفات جدی از حقوق بشر و حقوق بشر انسان‌دوستانه که در طول جنگ در دارفور انجام شده است بود.
سونگا در اخبار فوری صدای آمریکا، تلویزیون CNN N1 در سارایوو، شبکه جهانی تلویزیون چین، نگهبان، ایندوس تی وی، مترو بین‌المللی، شبکه گفتگوی حقوقی، تلویزیون دهلی نو، تلویزیون جنوبی چین صبح، RT، خبرگزاری فرانسه- و برخی دیگر از خبرگزاری‌ها تفسیر خبری دارد.

## کتاب‌های منتشرشده

### کتاب‌ها
- سیستم نوظهور حقوق بین‌الملل کیفری: تحولات در برنامه‌نویسی و پیاده‌سازی، کلاوز (۱۹۹۷) ۵۰۸ p.
- مسئولیت فردی در حقوق بین‌الملل در مورد نقض جدی حقوق بشر، نیج‌هاوف(۱۹۹۲) ۲۵۲ p.

### بخش کتاب
- آیا می‌توان به سازمانهای غیردولتی حقوق بشر در راهروهای سازمان ملل و نهادهای بین‌المللی عدالت کیفری اعتماد کرد؟ در مشارکت در سیاست گذاری بین‌المللی، پالگریو (۲۰۱۶) ۱۰۷–۱۲۹.
- آیا ICC آفریقا را به‌طور ناعادلانه هدف قرار داده است یا آیا آفریقا به‌طور ناعادلانه ICC را هدف قرار داده است؟ در ICC در جستجوی هدف و هویت آن، روتلج(۲۰۱۵) ۱۴۷–۱۷۳
- جبران خسارت قربانیان در بین تغییر تاکتیک‌ها و استراتژی‌های تروریسم، در کتابچه راهنمای تروریسم و حقوق بین‌الملل ، انتشارات الگار، (با همکاری ایلاریا بوتیگلیرو) (۲۰۱۴) ۵۳۸–۵۵۲.
- آیا محققان و دادستان‌های جنایی بین‌المللی می‌توانند اطلاعات منابع انسانی سازمان ملل متحد را نادیده بگیرند؟ در برگسمو (ویرایش) کنترل کیفیت در بین‌المللی یافتن واقعیت‌ها (۲۰۱۳) ۳۵۹–۴۰۱.
- شورای حقوق بشر، در یک رویکرد نهادی در قبال مسئولیت حمایت از: کمبریج (۲۰۱۳) ۱۵۶–۱۷۸.
- فضای انسان دوستانه در بهار عربی، در فضای انسان دوستانه: دانشگاه وبستر (۲۰۱۱) ۲۸۲–۳۲۰.
- نقش شورای حقوق بشر سازمان ملل در تحقیقات مربوط به نسل‌کشی، جنایات جنگی و جنایات علیه بشریت چه باید باشد؟ در چالش‌های جدید برای ماشین آلات حقوق بشر سازمان ملل (۲۰۱۱) ۳۱۹–۳۴۹.
- چه چیزی دموکراسی را خوب می‌کند؟ در «ساختن مردم شنونده» ، انتشارات مارتینوس نیژوف (۲۰۱۱) ۸۱–۹۸.
- آیا مفهوم «امنیت بشر» به نظریه یا عمل بین‌المللی حقوقی می‌افزاید؟ در «قدرت و عدالت در روابط بین‌الملل» Ashgate (2009) 131–146.
- شورای حقوق بشر سازمان ملل متحد در رویه‌های ویژه چه تأثیری خواهد داشت؟ در مکانیسم‌های نظارت بر حقوق بشر بین‌المللی (ویرایش دوم) (۲۰۰۹) ۱۶۹–۱۸۳.
- ده اصل برای آشتی دادن کمیسیون‌های حقیقت و پیگردهای کیفری، در رژیم حقوقی ICC، برill (2009) 1071-1104.
- آیا مداخله بشردوستانه قانونی است؟ در «وب سایت روابط بین‌الملل الکترونیکی» ۱۳ اکتبر ۲۰۰۸.
- معضلات مشارکت سازمانهای غیردولتی در عراق با ائتلاف، در بل و کوکود، اخلاق در عمل: چالشهای اخلاقی سازمانهای بین‌المللی غیردولتی حقوق بشر، دانشگاه ملل متحد (۲۰۰۷) ۹۹–۱۱۶.
- نقش مداخله انسان دوستانه در صلح و امنیت بین‌المللی: تضمین یا تهدید؟ سازمان پیشرفت و کتابهای گوگل(۲۰۰۶) ۴۱–۷۹.
- دخالت سازمان‌های مردم نهاد در نظارت بر حقوق بشر بین‌المللی، در حقوق بین‌الملل حقوق بشر و سازمان‌های غیردولتی، بوریلانت(۲۰۰۵) ۴۱–۶۹.
- حقوق بین‌الملل جزایی حمایت از حقوق اقلیت، در اسکورباتی، فراتر از یک کشور یک بعدی: یک حق ظهور برای استقلال؟ بریل (۲۰۰۴).
- استقلال و انصاف ICC، در مطالعه موضوعات مهم مربوط به دادگاه کیفری بین‌المللی (مطبوعات دادگاه مردم) (۲۰۰۳) ۲۴–۳۰:۳۰ (در پوتونگوا).
- سیاست ضد تروریسم ایالات متحده و گزینه‌های آسیا، در یوهانسن، اسمیت و گومز، (ویرایش) ۱۱ سپتامبر و آزادی‌های سیاسی: دیدگاه‌های آسیایی (انتخاب) (۲۰۰۲) ۲۴۲–۲۶۴.